# Katia Tchenko
Catherine Kraftschenko, dite Katia Tchenko, est une comédienne française d'origine ukrainienne née le 8 mai 1947 à Versailles.

## Biographie
Formée au Centre national d'art dramatique de la rue Blanche (1er prix), au Conservatoire national supérieur de musique et de danse (1er prix d'opérette à l'unanimité) et au Ballet Russe d'Irina Grjebina, Katia Tchenko a tourné dans plus de quatre-vingts films au cinéma et à la télévision, a chanté et dansé dans des opérettes et comédies musicales à succès et interprété de nombreux rôles au théâtre.
Après avoir débuté à Paris dans la comédie musicale américaine Sweet Charity et dans des opérettes célèbres de Francis Lopez, et mené pendant plus d'un an la Revue des Folies Bergère à Paris, elle commence sa carrière au cinéma en 1967 dans J'ai tué Raspoutine de Robert Hossein et au théâtre en 1968 dans la comédie Que les hommes sont bêtes ! avec Suzy Delair. Dans les années 1970 et 1980, elle apparaît dans des films à grand succès comme La Carapate ou Mon curé chez les nudistes, et joue dans des séries télévisées comme Demain l'amour et Vivement lundi !, ce qui lui vaut d'être l'une des fréquentes invitées de Jean-Pierre Foucault dans le jeu télévisé L'Académie des neuf.
Katia Tchenko a reçu le 13 juin 2005 les insignes de chevalier dans l’ordre national du Mérite des mains de Renaud Donnedieu de Vabres.

## Filmographie

### Cinéma
- 1967 : J'ai tué Raspoutine de Robert Hossein : une des douze femmes de Raspoutine
- 1968 : Le Bal des voyous de Jean-Claude Dague : Ginette
- 1969 : Dossier prostitution de Jean-Claude Roy : Monique
- 1970 : Les Cousines de Louis Soulanes : une fille de la soirée
- 1970 : La Promesse de l'aube (Promise at Dawn) de Jules Dassin : une comédienne
- 1971 : Les Assassins de l'ordre de Marcel Carné : la jeune avocate
- 1972 : Pas folle la guêpe de Jean Delannoy
- 1972 : L'Odeur des fauves de Richard Balducci : la star
- 1972 : Les Charlots font l'Espagne de Jean Girault : Colette Leplat
- 1973 : L'Insolent de Jean-Claude Roy : l'amie du directeur
- 1973 : Les Tentations de Marianne de Francis Leroi : Myriam
- 1973 : Le Concierge de Jean Girault : Jocelyne la secrétaire
- 1974 : Les Charnelles de Claude Mulot : la fille de l'aubergiste
- 1974 : Deux Grandes Filles dans un pyjama de Jean Girault : Elle
- 1975 : L'important c'est d'aimer d'Andrzej Żuławski: Myriam
- 1975 : La Messe dorée de Beni Montresor : Katia
- 1975 : L'Éducation amoureuse de Valentin Jean L'Hôte : Odile
- 1975 : Le Pied de Pierre Unia : la cliente de sous-vêtements
- 1976 : Cours après moi que je t'attrape de Robert Pouret : l'amie comédienne de Grandpré
- 1977 : L'Ombre et la Nuit de Jean-Louis Leconte : l'infirmière
- 1977 : Blue Jeans (Du beurre aux Allemands) de Hugues Burin des Roziers : la prostituée
- 1977 : Drôles de zèbres de Guy Lux : la cliente nymphomane
- 1977 : La Chambre de l'évêque (La stanza del vescovo) de Dino Risi : Charlotte
- 1977 : Le mille-pattes fait des claquettes de Jean Girault : Trudy, la souris grise
- 1977 : La Coccinelle à Monte-Carlo de Vincent McEveety : Miss TransFrance
- 1978 : Les Bidasses au pensionnat de Michel Vocoret : une fille
- 1978 : L'Horoscope de Jean Girault : Ginette Marchand
- 1978 : Les Ringards de Robert Pouret :
- 1978 : La Carapate de Gérard Oury : la danseuse à Lyon
- 1978 : Général... nous voilà ! de Jacques Besnard : Mireille
- 1979 : Et la tendresse ? Bordel ! de Patrick Schulmann : Mona la fermière
- 1979 : Gros-Câlin de Jean-Pierre Rawson : la prostituée
- 1980 : Haine de Dominique Goult : la mère
- 1980 : L'Œil du maître de Stéphane Kurc : la speakerine
- 1980 : Le Complot diabolique du docteur Fu Manchu (The Fiendish Plot of Dr. Fu Manchu) de Piers Haggard : la guide touristique
- 1981 : Le bahut va craquer de Michel Nerval : la sœur de Francis
- 1982 : Servantes iz Malog Mista de Daniel Marusic : la Suédoise
- 1982 : Qu'est-ce qui fait courir David ? d'Élie Chouraqui : Rose
- 1982 : Qu'est-ce qui fait craquer les filles... de Michel Vocoret : Madame Zerbini
- 1982 : Mon curé chez les nudistes de Robert Thomas : Gladys
- 1982 : On n'est pas sorti de l'auberge de Max Pécas : Madame Courdu
- 1983 : Mon curé chez les Thaïlandaises de Robert Thomas : Louise
- 1983 : C'est facile et ça peut rapporter... 20 ans de Jean Luret : Virginie Moreno
- 1983 : L'émir préfère les blondes d'Alain Payet : la blonde
- 1984 : Premier pas (court métrage) de Christophe Barry :
- 1984 : Une Américaine à Paris (American Dreamer) de Rick Rosenthal : une invitée à l'ambassade
- 1985 : Nom de code : Émeraude (Code Name: Emerald) de Jonathan Sanger (en) : Marie Claude
- 1985 : Bâton Rouge de Rachid Bouchareb : la directrice de la DASS
- 1987 : Club de rencontres de Michel Lang : Paméla
- 1994 : Paris Melody (court métrage) de Youra Bouditchenko :
- 1998 : Madeline de Daisy von Scherler Mayer : l'ambassadrice d'Ouzbékistan
- 1998 : On va nulle part et c'est très bien de Jean-Claude Jean : Linntou
- 1998 : Ronin de John Frankenheimer : une otage
- 1999 : L'Année 1919 (Wo de 1919) de Huang Jian-zhong : la mère de Jeanne
- 2001 : Mercredi, folle journée ! de Pascal Thomas : Huguette Lepange'
- 2002 : Deng Xiaoping de Ding Yinnan : Margaret Thatcher
- 2005 : Trois couples en quête d'orages de Jacques Otmezguine : Hélène, la secrétaire
- 2006 : Antonio Vivaldi, un prince à Venise de Jean-Louis Guillermou : Madame Wahler
- 2008 : Le Transporteur 3 d'Olivier Megaton : la secrétaire de Leonid
- 2012 : Associés contre le crime de Pascal Thomas : Mademoiselle Sakhaline
- 2012 : De l'autre côté du périph de David Charhon : Réjanne, tenancière de la Volière
- 2017 : Sous le même toit de Dominique Farrugia : Chantal, une amie de la mère de Delphine
- 2020 : Petit Vampire de Joann Sfar : Mémé (voix)
- 2024 : Boléro d'Anne Fontaine : la voyante
- 2025 : Le Routard de Philippe Mechelen : Madame Boniek

### Télévision
- 1970 : Les Enquêtes du commissaire Maigret de Claude Barma, épisode L'Écluse N°1 : Aline Gassin
- 1971 : Le Voyageur des siècles de Jean Dréville, épisode : L'album de famille (la bergère)
- 1974 : Chéri-Bibi de Jean Pignol
- 1974 : La Mouche bleue (Téléfilm d'après La Mouche bleue de Marcel Aymé) : Josie Simons la pin-up secrétaire
- 1978 : Sam et Sally de Jean Girault, épisode : Isabelita
- 1978 : Madame le juge : Autopsie d'un témoignage de Philippe Condroyer
- 1980 : Fantômas, de Claude Chabrol (feuilleton TV) (segment L'échafaud magique) : l'amie
- 1980 : Frénésie tzigane : Yolana
- 1980 : Petit déjeuner compris - Feuilleton en 6 épisodes de 52 min - de Michel Berny : La femme mariée
- 1981 : Paris-Porto-Vecchio (Comédie musicale) : Gladys (comédie, chant et danse)
- 1981 : La Route fleurie (opérette) : Florida, la grande coquette (comédie, chant et danse
- 1981 : La Double Vie de Théophraste Longuet téléfilm en trois parties de Yannick Andréi : Emilie la maîtresse.
- 1981 : Staline est mort d'Yves Ciampi : Svetlana la fille de Staline, avec l'accent russe.
- 1982 : Le Kimono rouge (テレビドラマ「ビゴーを知っていますか」) (TV, deux films japonais de 90 minutes) de Olivier Gérard & Yuji Murakami : Mme Bigot, le professeur de piano
- 1983 : Les Nouvelles Brigades du Tigre de Victor Vicas, épisode La fille de l'air de Victor Vicas : Natacha
- 1985 : Clémence Aletti de Peter Kassovitz : Natacha
- 1986 : Médecins de nuit d'Emmanuel Fonlladosa, épisode : Temps mort
- 1986 : Claire de Lazare Iglesis : Adèle
- 1986  - 1987 : Demain L'amour série de 135 épisodes, d'Emmanuel Fonlladosa et Pierre Goutas : Eva Lorié
- 1987 : Les Enquêtes du commissaire Maigret, épisode : Maigret voyage de Jean-Paul Carrère : La comtesse Palmieri
- 1987 : Marc et Sophie
- 1988 - 1991 : Vivement lundi ! sitcom de Pascal Bancou, Christian Bouvron,Eric Assous (150 épisodes de 26 minutes) : Monique, secrétaire de direction
- 1999 : Revient le jour : la femme du chef de gare
- 2003 : De soie et de cendre : Rachel Zamelsky, femme médecin juive, avec l'accent yiddich
- 2005 : Confession d'un menteur : Joana
- 2006 : Le Chapeau du p'tit Jésus : Anne-Marie, la grand-mère conservatrice
- 2007 : Aïcha de Yamina Benguigui : Bernadette, la femme du médecin
- 2012 : Je retourne chez ma mère : Odette, l'amie de la mère
- 2012 : La smala s'en mêle de Didier Grousset : Mme Dardel, la voisine envahissante
- 2012 : Le jour où tout a basculé - 2 épisodes : Mon père s'est fait avoir par une femme, Un mari à tout prix : Andrée
- 2018 : Maman a tort de François Velle : Marta, la grand-mère
- 2018 : Un homme parfait de Didier Bivel : Sandrine
- 2020 :  Hortense  de Thierry Binisti : Marie

### Au théâtre ce soir
- 1980 : ''Hold Up'' de Jean Stuart, mise en scène Michel Vocoret, réalisation Pierre Sabbagh, Théâtre Marigny : Monique, la maîtresse
- 1980 : Il est important d'être aimé d'Oscar Wilde, adaptation Jean Anouilh, mise en scène Jacques François, réalisation Pierre Sabbagh, Théâtre Marigny :  Gwendolyne
- 1980 : Comédie pour un meurtre de Jean-Jacques Bricaire et Maurice Lasaygues, mise en scène Dominique Nohain, réalisation Pierre Sabbagh, Théâtre Marigny :  Caroline Delmas
- 1980 : À cor et à cri de Jean Baudard, mise en scène Daniel Crouet, réalisation Pierre Sabbagh, Théâtre Marigny
- 1981 : Les Pas perdus de Pierre Gascar, mise en scène Jacques Mauclair, réalisation Pierre Sabbagh, Théâtre Marigny : une péripatéticienne au grand coeur
- 1981 : La Cruche de Georges Courteline et Pierre Wolff, mise en scène Robert Manuel, réalisation Pierre Sabbagh, Théâtre Marigny : La femme adultère
- 1982 : Je l'aimais trop de Jean Guitton, mise en scène Michel Roux, réalisation Pierre Sabbagh, Théâtre Marigny : Geneviève
- 1984 : Nono de Sacha Guitry, mise en scène Robert Manuel, réalisation Pierre Sabbagh, Théâtre Marigny : Nono
- 1984 : Le Mal de test d'Ira Wallach, mise en scène Raymond Gérôme, réalisation Pierre Sabbagh, Théâtre Marigny : Mariane

## Théâtre
- 1969 : Charlie de Donald Driver, mise en scène Jean Babilée, Théâtre des Nouveautés
- 1970 : Le Cœur sous le paillasson de Harold Brooke et Kay Bannerman, mise en scène Michel Vocoret, Théâtre des Nouveautés
- 1971 : Vos gueules les mouettes, de Robert Dhéry, Théâtre des Variétés : Mme Le Marlec
- 1974 : Pauvre France de Sam Bobrick et Ron Clark, mise en scène Michel Roux, Théâtre des Nouveautés : La prostituée
- 1978 : Pas un navire à l'horizon de Henri Mitton, mise en scène Claude Confortès, La Cour des Miracles
- 1979 : Comédie pour un meurtre de Jean-Jacques Bricaire et Maurice Lasaygues, mise en scène Dominique Nohain, Théâtre Tristan Bernard : une comédienne
- 1981 : Tovaritch, tournée en France et internationale : La Grande Duchesse avec l'accent russe
- 1982 : Un amour de femme, comédie musicale : lyrique Michel Rivgauche, musique Gérard Calvi, livret et mise en scène Jean Meyer, Théâtre des Célestins, Lyon : Priscilla Jackson
- 1984 : Le Bluffeur de Marc Camoletti, mise en scène de l'auteur, Théâtre de la Michodière: Brigitte
- 1992–1993 : Nina d'André Roussin : Nina, avec l'accent russe
- 1995 : L'amour des quatre colonels de Peter Ustinov, tournée en France et en Suisse : La Belle
- 1996 : Boule de suif de Guy de Maupassant, tournée internationale : Boule de suif
- 1998 : Zorba Le Grec, de Níkos Kazantzákis, Théâtre du Jorat à Mézières, Suisse : Boubouline
- 2000 : Phèdre 2000 d'Yves Guéna, mise en scène Philippe Rondest, Théâtre Mouffetard : Oenone
- 2002 : Monsieur Amédée de A.Renaud Fourton, avec Michel
- 2003 : Tout est bien qui finit bien, de Shakespeare : La Comtesse
- 2009 : La Salle de bain d'Astrid Veillon, mise en scène Olivier Macé et Jean-Pierre Dravel, Théâtre Rive Gauche : La mère
- 2009–2010 : L'Alpenage de Knobst de Jean-Loup Horwitz, mise en scène Xavier Lemaire, Paris et tournée : Berthe
- 2012–2015 : tournée internationale puis à Paris : Ma belle-mère et moi de Bruno Druart, mise en scène Luq Hamett : La belle-mère
- 2018 : Les Frangines de Bruno Druart, mise en scène Jean-Philippe Azéma, tournée
- 2021 : Un séjour presque parfait de Anne-Laure Estournes, mise en scène de l'auteur, tournée

### Opérettes
- 1975 : Fiesta de Francis Lopez, Théâtre Mogador
- 1970 : Sweet Charity
- 1971-1972 : Vos gueules les mouettes
- 1978 : Quatre jours à Paris de Francis Lopez, avec Georges Guétary
- 1981 : La Route fleurie de Francis Lopez, avec José Villamor, Théâtre de la Renaissance

## Doublage
Films
- Anjelica Huston dans :
  - John Wick Parabellum (2019) : la Directrice
  - De l'Univers de John Wick : Ballerina (2025) : la Directrice

- 1990 : Roxy est de retour : Rochelle Bossetti (Frances Fisher)
- 1991 : Jusqu'au bout du monde : Krasikova (Yelena Smirnova)
- 2007 : La nuit nous appartient : Kalina Buzhayev (Elena Solovei)
- 2010 : Wolfman : Maleva (Geraldine Chaplin)

Séries télévisées
- 2014 : Hemlock Grove : le docteur Galina Zheleznova-Burdukovskaya (Shauna MacDonald)

## Distinctions
- Chevalier de l'ordre national du Mérite